# الإنترنت في اليمن

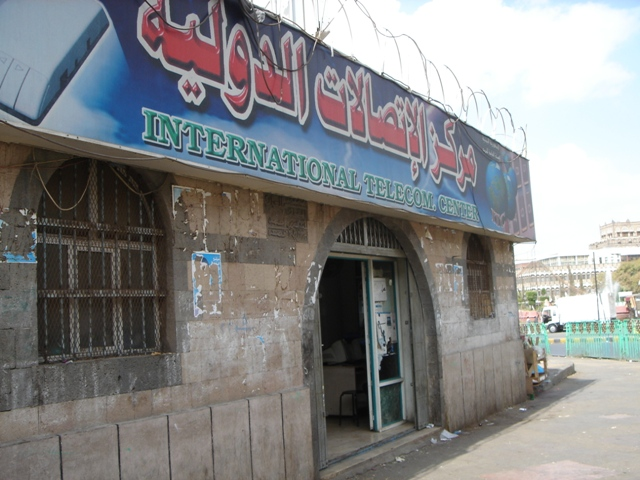

بدأ استخدام الإنترنت في اليمن في عام 1996  من خلال مزود خدمة الإنترنت المحلي تيليمن المحتكر الرسمي لخدمات الاتصالات في اليمن حتى العام 2001.
ذكرت إحصائية أن عدد المشتركين لخدمة الإنترنت ال أي سي دي إل وصل في نهاية 2012 إلى 167 ألف و285 مشترك، فيما بلغ عدد مستخدمي الإنترنت في نفس العام مليون و37 ألف مستخدم.
وأشارت الإحصائية إلى أن عدد مقاهي الإنترنت في محافظات الجمهورية وصل حتى نهاية 2012 إلى 1004 مقهى إنترنت، وتعرضت كابلات الألياف الضوئية ل180 عمل تخريبي خلال العام 2012 .
في عام 2019، على مستوى العالم، في اليمن أبطأ سرعة الإنترنت على النطاق العريض بين 207 منطقة، بينما تشغل الترتيب 25 لمعدل سعر الخدمة شهريا بمعدل حوالي 22 دولارا أمريكيا (بغض النظر عن السرعة).
بدأ استخدام الإنترنت في اليمن في عام 1996 من خلال مزود خدمة الإنترنت تيليمن والمؤسسة العامة للاتصالات. بحلول يوليو 2016، كان 6732928 شخصًا (24.6 ٪ من إجمالي سكان ما قبل الحرب الأهلية) من مستخدمي الإنترنت.

## البداية
تطورت الاتصالات السلكية واللاسلكية وقطاعات تكنولوجيا المعلومات في اليمن من عام 2000 إلى عام 2005. وبلغ قدر الاستثمارات في تطوير البنية التحتية لنظم التكنولوجيا والاتصالات خلال سنة أكثر من 80 مليار ريال، بالإضافة إلى قروض 31 مليون دولار من حكومة كوريا الجنوبية.
كان هناك طلب كبير على اتصال أسرع بالإنترنت في اليمن، والذي دفع باثنين من مقدمي خدمات الإنترنت (تيليمن ومشغلي الخدمة يمن نت عن طريق وزارة الاتصالات السلكية واللاسلكية) لإدخال وصلات خط اشتراك رقمي غير متماثل ADSL و ISDN.
انتشار الإنترنت في اليمن من بين أدنى المعدلات في المنطقة العربية، وبحلول سبتمبر 2005، بلغ عدد مشتركي الإنترنت في اليمن 0.5% وهي نسبة صغيرة جداً، ولكن وصل 2.4% بحلول نهاية سبتمبر 2005 ووفق إحصائيات عام2012 فإن مشتركي خدمة الإنترنت في اليمن بلغ 630 ألف مشترك.

## الحكومة الإلكترونية
بدأ مشروع الحكومة الإلكترونية في عام 2000 لإعطاء المواطنين القدرة على الوصول إلى خدمات ويب ووضع اللمسات الأخيرة على المعاملات G2C وزاد عدد مستخدمي الإنترنت بشكل كبير.
ولكن لا تزال نوعية السرعة لا تصل إلى المستوى المطلوب، فالاتصالات السلكية واللاسلكية للمكالمات الدولية خاصة في أوروبا والولايات المتحدة الأمريكية مرتفعة جداً بالمقارنة مع اليمن وبلدان أخرى.

## تصفية الإنترنت
تسيطر الحكومة اليمنية على كل مقدمي خدمات الإنترنت في البلاد، وتقوم بتصفية ما يمكن وصول المواطنين إليه من محتوى الإنترنت. وتظهر اختبارات الشبكة المفتوحة OpenNet أن الهدف الرئيسي كان في المواد الإباحية، وتم حظر محتويات أخرى مثل مواقع التربية الجنسية ومواقع الملابس المثيرة ومثلي الجنس ومواقع القمار والمواقع ذات الصلة بالمخدرات، والمواقع التي تمكن تصفح الإنترنت كمجهول وخوادم البروكسي التي تتحايل على تصفية المواقع، ومواقع ذات محتوى يهتم بتحويل المسلمين إلى أديان أخرى.
وهناك عدد من السياسات الأخرى تم سنها من وزارة الإتصالات ووزارة الثقافة اليمنية. وأمرت الحكومة بإزالة الحواجز التي تفصل بين مرتادي مقاهي الإنترنت التي تمنع رؤية المستخدمين لبعضهم البعض. وفي الماضي، كان لمرتادي مقاهي الإنترنت أماكن خاصة لاستخدام الإنترنت تفصل بينهم وبين المستخدمين الآخرين حواجز خشبية أو ستائر قماشية، بحيث يمكن تسجيل الدخول إلى مواقع ويب دون أن ينظر إليه أي شخص آخر.
بعد سيطرة الحوثيين الكاملة على صنعاء تداولت وسائل الإعلام إشاعات تفيد بتخطيط وزارة الاتصالات لحجب مواقع التواصل الاجتماعي وخاصة فيسبوك، بيد أن الوزارة أنكرت ذلك ودعت إلى تحري الدقة. في مارس 2015 بدا أن موفري خدمة يمن نت يعملون على رقابة المواقع وخنق معدل تدفق البيانات المتبادل عبر موقع فيسبوك على وجه الخصوص بحيث لا يبدو للمستخدم أن الموقع محجوب.
في السادس والعشرين من مارس / آذار 2015 حجبت المؤسسة العامة للإتصالات اليمنية التي يسيطر عليها الحوثيون عددا كبيرا من المواقع الإخبارية اليمنية المناهضة للحوثيين بعد تحذير شديد اللهجة أصدرته وزارة الإعلام 

### المحتوى السياسي
مع أن نظام الدولة لا يمنع المحتوى السياسي وإنما يركز فقط على عدد قليل من المواقع المعادية للإسلام".، إلا أن السلطات سواء الحكومة اليمنية أو سلطات انقلاب الحوثيين قامت بحجب الوصول للعديد من المواقع الإخبارية المعارضة لها ومواقع الأحزاب السياسية.

### في 2015-2016
تعد هذه الفترة الأكثر حجباً لمواقع الإنترنت، حيث تصاعد مستوى الحجب منذ بداية الصراع بين الحوثيين وقوات موالية للرئيس عبد ربه منصور هادي، قامت سلطة الحوثيين في صنعاء، بحجب غالبية المواقع السياسية والإخبارية المحلية والإقليمية بسبب تغطيتها للصراع، من بينها بي بي سي العربية ودويتشه فيله وروسيا اليوم وغيرها.
وشهدت اليمن زيادة كبيرة في عدد مستخدمي تطبيق تيلغرام الذي أتاح فرصة نقل الأخبار عبر نظام القنوات دون الحاجة إلى مشاركة رقم الهاتف الشخصي. وانتقلت العديد من المواقع المحجوبة إلى هذه التطبيقات ومثيلاتها للوصول إلى المستخدمين، وأتجهت السلطات لحجب خدمتي الواتس أب والتليجرام والفيسبوك بشكل متقطع.

## أكثر المواقع زيارة
طبقاً لموقع أليكسا فإن أكثر 10 مواقع زيارة في اليمن هي:
1. فيسبوك
2. جوجل
3. يوتيوب
4. ويندوز لايف
5. ياهو!
6. بلوج سبوت
7. تويتر
8. صحافة نت
9. موقع يمن نت
10. مأرب برس

## أنواع الخدمة
تقدم خدمة الإنترنت كالتالي
- على هيئة اتصال دايل اب وأكثر مستخدمو هذه الخدمة هم من يقطن الأرياف ولديهم خطوط هاتفية ثابتة
- على هيئة دي اس ال وأكثر المستخدمين هم من يقطن المدن لأن الخدمة تتواجد في المدن.
- على هيئة شرائح بيانات وهي مقدمة من شركات سبأفون ويمن موبايل.
- وبناء على تصريحات وزير الاتصالات وتقنية المعلومات. فإنه سوف يتم توفير خدمة الواي ماكس في المستقبل القريب.

## نقلة نوعية مرتقبة في مجال الاتصالات باليمن
تبدأ أواخر فبراير الجاري المرحلة الأخيرة من مشروع الكابل البحري للاتصالات وهو مشروع دولي يمتد في عرض البحر ويمر بقارات آسيا، أفريقيا، وأوروبا بطول 25 ألف كيلومتر.
وأوضح القائم بأعمال رئيس الهيئة العامة للشؤون البحرية فيصل مرعي لوكالة سبأ الرسمية، أن السعة الإجمالية للمشروع تقدر بحوالي 40 تيرا بايت في الثانية حصة اليمن منها 1,8 تيرا بايت في الثانية حيث سيتم إنزال فرع من الكابل البحري إلى مدينة عدن.
وأشار إلى أن 19 دولة من بينها اليمن ممثلة بالشركة اليمنية للاتصالات الدولية (تيليمن) تشارك في المشروع.
وتتكفل المجموعة الدولية بربطه إلى كل دولة ومن ثم تتولى الدولة ربطه داخلياً إلى سنترالاتها الدولية ومتحكمات خدمة الإنترنت في بلدان كل منها. 
وقال القائم بأعمال رئيس الهيئة "إن الكابل البحري للاتصالات سيحدث نقلة نوعية كبيرة في مجالات الاتصالات في اليمن كون أهميته لا تقتصر في خفض قيمة الخدمة للمستخدمين ورفع سرعات الإنترنت فقط بل تمكن شركات الاتصالات للانتقال للأجيال الجديدة في الاتصالات الخلوية والولوج إلى الاتصالات الشبكية واللحاق بالركب العالمي مما يتيح توفير خدمات أفضل متعلقة بتكنولوجيا الاتصالات الشبكية.
وساهمت وزارة النقل ممثلة بالهيئة العامة للشؤون البحرية على مدى عامين في تسهيل أعمال الشركة المنفذة للمشروع (T.E .F.U.P.C.O.M) من خلال منح التراخيص للسفن والقوارب البحرية التي تقوم بأعمال المسح البحري لمسار الكابل ومده وتركيبه في المياه اليمنية والتنسيق مع الجهات المعنية في اليمن لتسهيل استكمال المشروع.